# Chusquea tarmensis
Chusquea tarmensis är en gräsart som beskrevs av Pilg.. Chusquea tarmensis ingår i släktet Chusquea och familjen gräs.
Artens utbredningsområde är Peru. Inga underarter finns listade i Catalogue of Life.